# Sikunka
Sikunka (ryska: Сикунка) är ett vattendrag i Belarus.   Det ligger i voblasten Hrodna voblast, i den nordvästra delen av landet, 110 km nordväst om huvudstaden Minsk.
I omgivningarna runt Sikunka växer i huvudsak barrskog. Runt Sikunka är det ganska glesbefolkat, med 42 invånare per kvadratkilometer.